# Grube Petersbach
Die Grube Petersbach ist ein stillgelegtes Bergwerk in der Ortsgemeinde Eichelhardt im Landkreis Altenkirchen.

## Geschichte

Unter Tage in der Grube Petersbach, ca. 1910

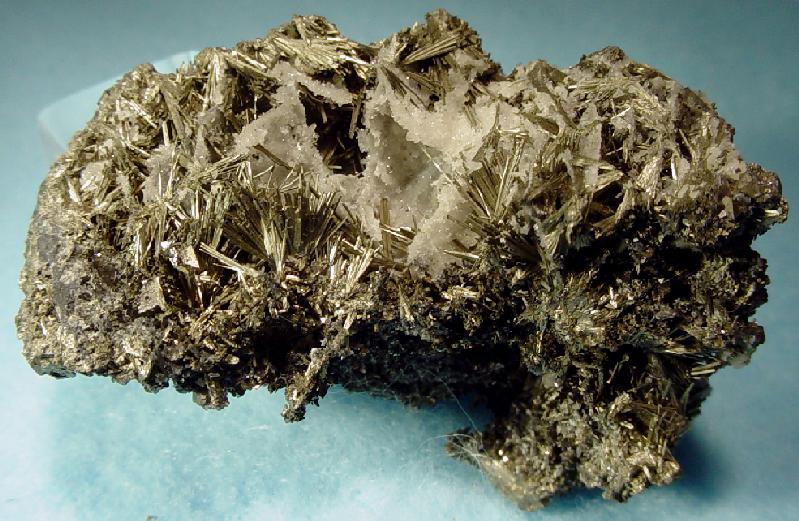
Millerit aus der Grube Petersbach

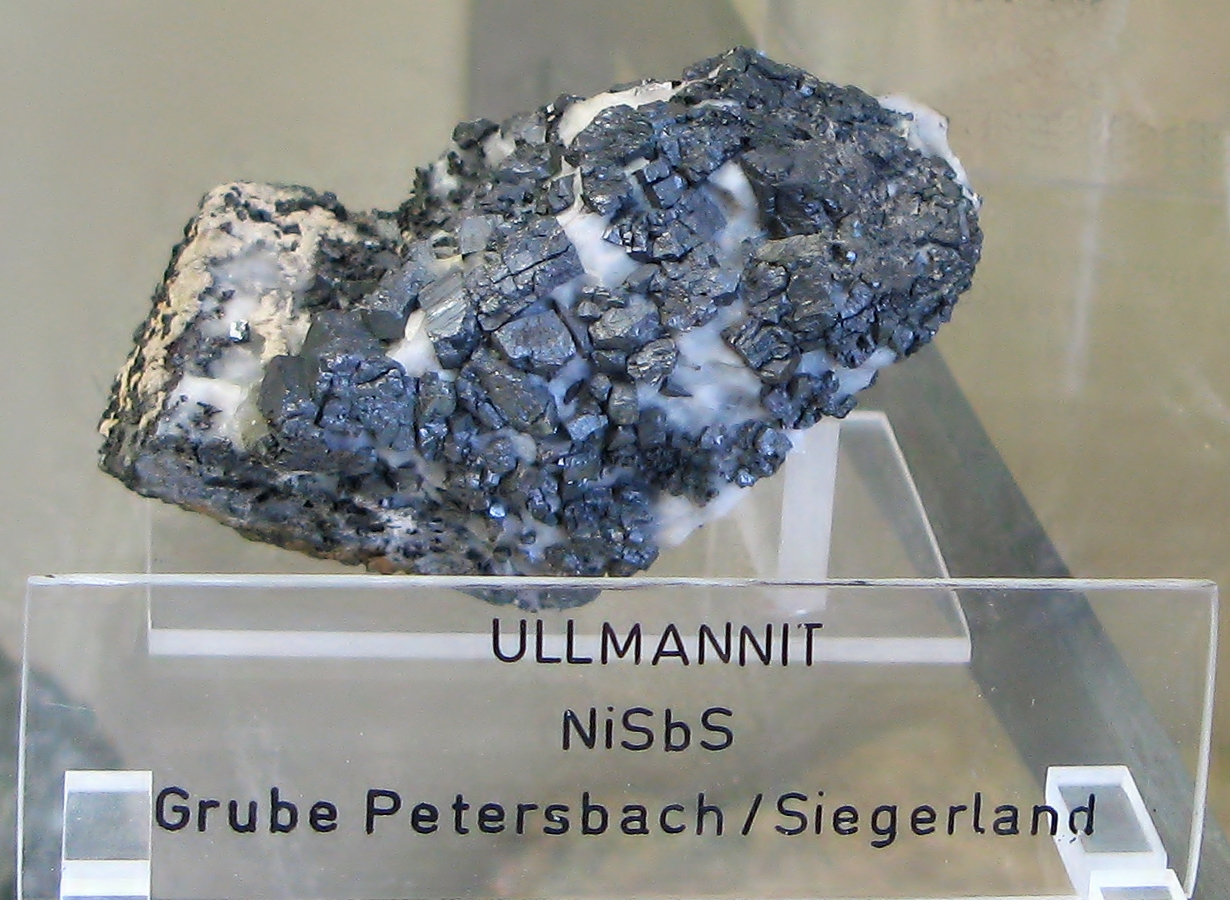
Ullmannit aus der Grube Petersbach

Die Grube wurde erstmals 1674 urkundlich erwähnt. Im 17. Jahrhundert wurden Blei- und Kupfererze gefördert. 1770 wurden die Bergbaurechte neu verliehen, diesmal auf die Förderung Eisen-, Blei-, Kupfer-, Zink-, Antimon- und Nickelerzen. Bis 1811 betrieben verschiedene Gewerke Stollenabbau. 1827 kaufte die Firma Dresler in Siegen die Grube. 1839 wurde ein Tiefer Stollen angelegt. Zwischen 1891 und 1899 wurde aufgrund von Absatzschwierigkeiten kein Erz gefördert. 
Ab 1903 bestand eine Seilbahn zur Alfredhütte in Wissen, mit der die Abbauprodukte transportiert wurden. Zu Beginn des 20. Jahrhunderts stieg die Fördermenge durch den Einsatz von Maschinen stark an und erreichte 1913 mit 96 649 t Spateisenstein ihren Höchstwert. Zu diesem Zeitpunkt arbeiteten knapp 600 Belegschaftsmitglieder in der Grube. 1926 kam die Grube in den Besitz der Phönix AG.
Am 28. Februar 1937 wurde die Grube wegen Erschöpfung der Erzvorkommen stillgelegt. Das Fördergerüst von Schacht I ging 1940 zur Grube Rasselskaute.

### Tiefbau
Tiefbau wurde ab 1864 betrieben, in diesem Jahr wurde der „Neue Schacht“ (Schacht I) angelegt. Dieser erreichte bei 12 Sohlen eine Teufe von 820 m. Ein 180 m tiefer Nebenschacht führte bis auf die 17. Sohle, von wo aus die tiefste der insgesamt 18 Sohlen erreicht werden konnte. Schacht II wurde ab 1874 angelegt. Er diente als Wetterschacht. Schacht III wurde 1898 angelegt. Er war ab 1903 in Betrieb. Insgesamt fünf Blindschächte führten bis auf eine Gesamtteufe von 1025 m.
Nach der Stilllegung der Grube im Jahre 1937 verstürzte man den Schacht I.

### Fördermengen
Bis 1811 wurden schätzungsweise 20 000 t Eisen-, 2 000 t Kupfer und 3 000 t Bleierz in der Grube gefördert. Danach konzentrierte man sich auf die Förderung von Eisenerz. Bis 1890 wurden weitere 350 000 t Eisenstein, jedoch nur etwa 26 000 t anderer Erze aus der Grube geholt.
Ab 1906 wurde fast ausschließlich Eisenerz gefördert, durchschnittlich 6 000 t pro Monat. Zwischen 1905 und 1937 holte man knapp 2,2 Mio. t Eisenerz, etwa 300 t Kupfererz und 200 t Bleierz sowie je etwa 50 t Zink und Nickel aus der Grube.
Die Gesamtmenge an geförderten Eisenerzen betrug 2,8 Mio. t.